# Île aux Marins
Île aux Marins (dosłownie Wyspa Marynarzy, przed 1931 nazywana Île aux Chiens, czyli Wyspa Psów) – mała wyspa na Oceanie Atlantyckim. Znajduje się na obszarze francuskiej zbiorowości terytorialnej Saint-Pierre i Miquelon, u wybrzeży wyspie Saint-Pierre. Ma długość 1500 m, a szerokość waha się między 100 a 400 m. Najwyższy punkt, Cap Beaudry, ma tylko 35 m wysokości.
Wyspa nigdy nie osiągnęła ludności powyżej 200 osób. Niezamieszkana jest od 1965 roku (z wyjątkiem niektórych ludzi, którzy mieszkają tutaj od maja do listopada), kiedy to ostatnie rodziny wyjechały do Saint-Pierre. Posiada wiele unikatowych budynków, takich jak kościół, dom Jézéquel, cmentarz i kilka rybackich domów.

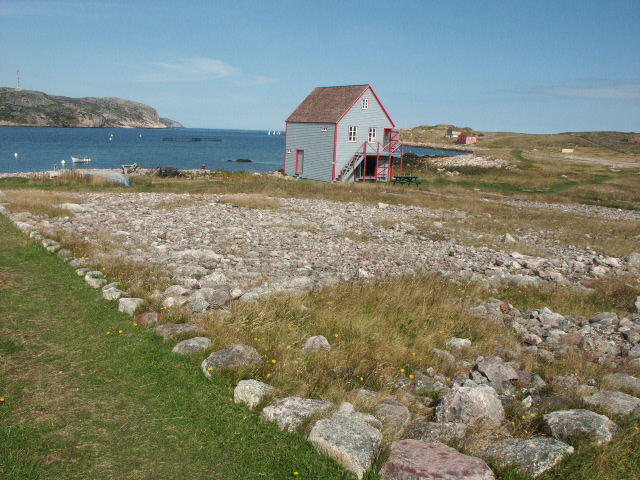
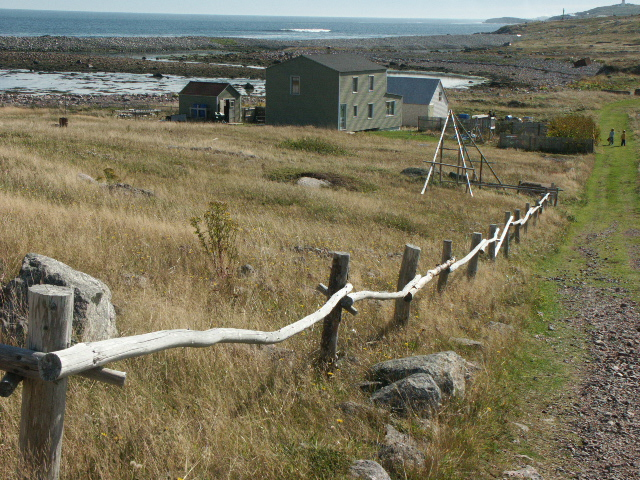
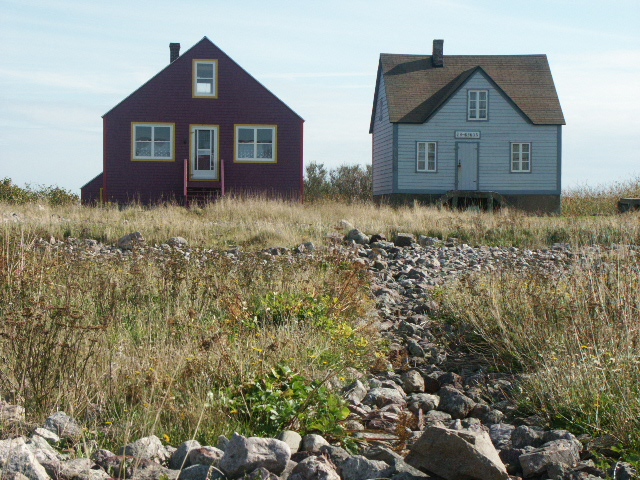